# Stylist
Stylist est un magazine hebdomadaire féminin gratuit du groupe Marie Claire, créé en 2013, et dont la parution imprimée cesse en 2021.

## Lancement
Début 2013, le groupe Marie Claire et Shortlist Media Limited (éditeur de l’édition britannique de Stylist version anglaise (en) ) annoncent la création d’une joint-venture pour lancer la version française de l’hebdomadaire féminin gratuit Stylist. Le premier Freemium français.
Le Groupe Marie Claire investit 10 millions d'euros pour lancer son nouveau titre. Le même montant est déboursé par Shorlist Media.
Le magazine est lancé le 18 avril 2013 et distribué dans dix villes : Paris, Lyon, Nice, Marseille et Aix-en-Provence, Toulouse, Bordeaux, Nantes, Lille et Strasbourg. Le groupe se fixe pour objectif d’en distribuer 400 000 exemplaires par semaine, chiffre atteint peu après.

## Concept
Stylist se veut féminin gratuit et haut de gamme. 
Il revendique une « rupture avec les codes de la presse féminine ».
Il vise pour cible les jeunes femmes de 25 à 35 ans actives et CSP+. Cinq ans après son lancement, alors que la presse féminine ou de mode souffre d'une chute des ventes et des recettes publicitaires, Stylist apparait comme l'un des rares titre se distinguant : construit avec une petite équipe restreinte et une maquette renouvelant les codes de l'édition, il est diffusé à 400 000 exemplaires et résiste plutôt bien dans un marché morose. Son retentissement dans la presse féminine reste équivalent au renouvellent de la presse info qu'a créé 20 minutes quelques années auparavant.
L’édition britannique de Stylist, lancée en 2009, compte parmi les magazines féminins haut de gamme les plus diffusés de Grande Bretagne, avec 421 266 exemplaires distribués en moyenne chaque semaine et plus de 1 600 pages de publicité par an. Outre-Manche, Stylist a été élu marque média de l’année 2012.
Le journal, dans sa version en français, cesse sa parution imprimée en avril 2021.

## Équipe
Gwenaëlle Thebault, directrice marketing du groupe Marie Claire est nommée à sa tête en tant que directrice générale et éditrice du projet.
La rédactrice en chef est Aude Walker, ancienne journaliste chez Glamour, Be et Technikart. Une autre ancienne de Glamour, Hannae assojaa, rejoint également l'équipe rédactionnelle.